# The Magic of Ju-Ju
Albums de Archie Shepp
Three for a Quarter, One for a Dime
(1966) Live at the Donaueschingen Music Festival
(1967)
The Magic of Ju-Ju est un album de Archie Shepp enregistré en 1967 sur le label Impulse!.

## Titres
1. The Magic of Ju-Ju - (18:37)
2. You're What This Day Is All About - (1:51)
3. Shazam - (4:43)
4. Sorry 'bout That - (10:07)

## Composition du groupe
- Archie Shepp: saxophone ténor, piano, voix
- Michael Zwerin: trompette, trombone
- Martin Banks: trompette
- Franck Charles: percussions
- Denis Charles: percussions
- Ed Blackwell: batterie
- Norman Connors: batterie
- Beaver Harris: batterie
- Reggie Workman: contrebasse

## Sources
- (en) The Magic of Ju-Ju sur allmusic.com